# Stratolaunch
Stratolaunch Systems, meestal kortweg Stratolaunch genoemd, is een lucht- en ruimtevaartbedrijf dat in 2011 werd opgericht door miljardair en ondernemer Paul Allen en tot oktober 2019 onderdeel was van Allens oversight-bedrijf Vulcan inc. Het bedrijf liet door Scaled Composites het vliegtuig met de grootste spanwijdte ter wereld bouwen om daarmee air-to-orbit-draagraketten te lanceren. Na Paul Allens dood in 2018 raakte het bedrijf in financiële problemen en moest het meeste personeel worden ontslagen. Inmiddels is het bedrijf na overname door investeringsmaatschappij Cerberus weer in opbouw. Het bedrijf staat onder leiding van Jean Floyd en heeft zijn hoofdkwartier in Seattle.

## Draagvliegtuigen
Doel van het bedrijf was aanvankelijk het goedkoper lanceren van draagraketten door deze hoger in de atmosfeer te lanceren. Dit heeft meerdere voordelen:
- De nog te overbruggen afstand naar de ruimte is kleiner.
- Op grote hoogte is de luchtweerstand aanzienlijk kleiner.
- De raket krijgt een basissnelheid van het vliegtuig mee.

Door veranderingen in de markt is het doel verschoven van het lanceren van draagraketten naar hypersonische onbemande ruimtevliegtuigen.
De Scaled Composites Stratolaunch is een zesmotorig, dubbelromps draagvliegtuig dat is ontwikkeld om tot drie lichte draagraketten of een zwaardere draagraket vanaf een hoogte van 13 kilometer vanonder zijn middenvleugel te kunnen lanceren. Door zijn grootte is de Stratolaunch in staat meer of grotere raketten te lanceren dan de vliegtuigen van concurrenten Northrop Grumman en Virgin Orbit die een soortgelijke lanceermethode gebruiken. De vraag is of dit anno 2019 nog steeds goedkoper is aangezien enkele andere bedrijven inzetten op goedkopere lanceringen door implementatie van (gedeeltelijke) herbruikbaarheid van hun raketten.
In april 2019 maakte het toestel zijn eerste vlucht.
Het is gestationeerd op de Mojave Air and Space Port.
Op 23 mei 2023 nam Stratolaunch de tot draagvliegtuig verbouwde Boeing 747-400 Cosmic Girl over uit de boedel van het bankroete Virgin Orbit. Na een aantal aanpassingen werd het vliegtuig in december 2023 The Spirit of Mojave gedoopt.

## Talon A
De Talon A is een onbemand hypersonisch raketvliegtuig dat kan worden gebruikt om materialen en technieken bloot te stellen aan hypersonische snelheden en de bijbehorende vibraties en hitte die ontstaan door het extreem verstoren van de atmosfeer dat bij die snelheden gebeurt. Anders dan op normale hypersonische raketten kan het geteste materiaal worden teruggebracht waardoor de effecten op het materiaal achteraf minutieus kunnen worden onderzocht. De hierdoor opgedane kennis kan worden gebruikt bij het ontwikkelen van hypersonische wapenraketten. De Talon A wordt gelanceerd vanonder de midden vleugel van de Stratolaunch en landt op een landingsbaan. In 2023 werden enkele testvluchten met een prototype zonder motor van de Talon A onder de Stratolaunch uitgevoerd. Bij de laatste van deze vluchten werd deze afgekoppeld. Op 9 maart 2024 werd voor het eerst een Talon A met motor losgelaten en gestart voor een succesvolle bijna hypersonische testvlucht. In december 2024 volgde een hypersonische vlucht met landing die in mei 2025 met hetzelfde voertuig werd herhaald waarmee de herbruikbaarheid van de Talon A was aangetoond.

## Geschiedenis
In 2011 was Stratolaunch samen met SpaceX bezig met de ontwikkeling van de Falcon 9-air. Deze raket zou de technieken van de Falcon 9 gebruiken maar worden aangepast voor air-to-orbit operaties en een lichter kaliber raket zijn dan de Falcon 9 zelf. In 2012 stopte SpaceX echter met die ontwikkeling en samenwerking omdat zij de Falcon 9-technieken doorontwikkelden tot een techniek die ongeschikt werd voor luchtlanceringen.
Daarna ging Stratolaunch de samenwerking aan met Orbital Sciences Corporation om grotere variant van hun Air-launcher Pegasus, de Pegasus II te ontwikkelen. Ook dit plan strandde. De Pegasus II had in eerste aanleg een cryogene bovenste trap moeten hebben (cryogeen betekent gebruik makend van zeer koude vloeibaar geworden gassen als brandstof en oxidator. Bij raketten zijn dat meestal waterstof en zuurstof), maar werd daarna een raket die volledig op vaste brandstof zou werken. Uiteindelijk bleek dat ontwerp niet langer flexibel genoeg en economisch onrendabel. Daarop besloot Stratolaunch een aantal reeds bestaande Pegasus XL-raketten te kopen om zodra dat mogelijk zou zijn in bedrijf te komen. 
Halverwege 2018 kondigde Stratolaunch aan ook zelf drie raket-typen te ontwikkelen. Daaronder was ook een bemand ruimtevaartuig. Door Paul Allens dood - na een kort ziekbed - droogde de geldstroom voor Stratolaunch op en moest dit plan begin 2019 alweer worden losgelaten. Wel wist Stratolaunch het draagvliegtuig op 13 april voor het eerst, maar voorlopig eenmalig te laten opstijgen. Op 31 mei 2019 meldde persbureau Reuters dat Stratolaunch Systems haar activiteiten moest stoppen wegens geldgebrek dat was ontstaan na de dood van oprichter en financier Paul Allen. Hoewel Stratolaunch dit ontkende werd op 14 juni 2019 duidelijk dat moederbedrijf Vulcan Inc. Stratolaunch voor 400 miljoen dollar te koop had gezet. In september 2019 bleken er weer vacatures open te staan en 11 oktober 2019 meldde het bedrijf van eigenaar te zijn gewisseld. Wie de nieuwe eigenaar is en wat er betaald is, bleef een tijd onbekend. Het bleek uiteindelijk te gaan om investeringsmaatschap Cerberus Capital Management. Northrop Grumman (dat in 2018 Orbital heeft overgenomen) kocht rond die tijd de twee reeds aan Stratolaunch geleverde Pegasus-raketten terug. Het personeelsbestand was op 10 december 2019 van dertien naar zevenentachtig medewerkers gegroeid.
In maart 2020 presenteerde Stratolaunch het ontwerp voor de Talon A, een onbemand, hypersonisch raketvliegtuig dat snelheden tussen Mach 5 en Mach 7 kan halen. Het voertuig kan zowel vanaf een startbaan als vanonder het draagvliegtuig worden gelanceerd en het kan volautomatisch landen. Doel van de Talon A is een hypersonisch testplatform voor wetenschap en defensie aan te bieden. Gelijktijdig werkt Stratolaunch ook aan een orbitaal ruimtevliegtuig genaamd Black Ice. Vanaf april 2021 werden de testvluchten van het draagvliegtuig hervat.